# 朴一河
朴一河（：／ Pak Il-hah，1963年9月29日—）是大韓民國的政治人物，曾擔任公務員，現為首爾特別市銅雀區區廳長。

## 經歷
1985年大學畢業後，他開始了在韓國鐵路廳的公務員生涯。後調至建設交通部，歷任國土交通部部長、京畿道廳建設部長、原州地方建設管理廳長（正廳級），並於2022年1月退休。
退休後，任尹錫悅過渡委員會第二經濟部顧問委員。之後，他加入國民力量參加第8次全國同步地方選舉並宣布參選，並於2022年5月1日被確定為國民力量銅雀區辦公室候選人。在2022年6月1日舉行的第8次全國和地方同步選舉中，他最終擊敗共同民主黨候選人吳榮秀當選銅雀區市長。